# Эрпельданж
Эрпельданж (люкс. Ierpeldeng, фр. Erpeldange) — коммуна в Люксембурге, располагается в округе Дикирх. Коммуна Эрпельданж является частью кантона Дикирх. В коммуне находится одноимённый населённый пункт.
Население составляет 2250 человек (на 2008 год), в коммуне располагаются 910 домашних хозяйств. Занимает площадь 17,97 км² (по занимаемой площади 67 место из 116 коммун). Наивысшая точка коммуны над уровнем моря составляет 459 м. (31 место из 116 коммун), наименьшая 190 м. (24 место из 116 коммун).

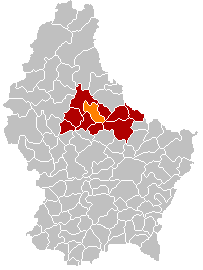
Оранжевый цвет - коммуна Эрпельданж, красный - кантон Дикирх.